# Alex O’Loughlin
Alex O’Loughlin, właściwie Alexander O’Lachlan (ur. 24 sierpnia 1976 w Canberze) – australijski aktor filmowy i telewizyjny.

## Życiorys

### Wczesne lata
Ma pochodzenie irlandzkie i szkockie. Syn pielęgniarki i nauczyciela fizyki/astronomii, dorastał wraz z młodszą siostrą (ur. 1977) w Canberze. Miał dwa lata, gdy jego rodzice rozwiedli się. Jako dziecko cierpiał na zaburzenia obsesyjno-kompulsyjne.

### Kariera
Karierę aktorską zaczynał na deskach teatrów w Sydney. Równocześnie studiował aktorstwo w National Institute of Dramatic Art w Kensington, na przedmieściu Sydney, które ukończył w 2002. 
Wystąpił w jednym z odcinków serialu Biały kołnierz niebieski (2003), melodramacie Ostrygowy farmer (2004) i telewizyjnym dramacie kryminalnym BlackJack: Słodka sensacja (2004).
Po kilku docenionych przez krytykę rolach w australijskich produkcjach podjął role w Hollywood. W 2005, podobnie jak Colin Farrell, Colin Salmon, Dougray Scott, Eric Bana, Hugh Jackman, Goran Višnjić, Ewan McGregor i Clive Owen, wziął udział w castingu do roli Jamesa Bonda w filmie Casino Royale. Jednak ostatecznie rolę agenta 007 otrzymał Daniel Craig.
Dostał rolę całującego się z dziewczyną (Odette Yustman) w komedii romantycznej Holiday (2006) u boku Cameron Diaz, Kate Winslet, Jude'a Law, Rufusa Sewella i Edwarda Burnsa. 
W serialu Fox/Hallmark The Shield: Świat glin (2007) pojawił się jako detektyw Kevin Hiatt. Wystąpił potem w dramacie kryminalnym fantasy Niewidzialny (2007) z Marcią Gay Harden i melodramacie muzycznym Cudowne dziecko (August Rush, 2007) z udziałem Keri Russell, Jonathana Rhysa-Meyersa, Robina Williamsa, Williama Sadlera i Terrence'a Howarda. 
W 2007 przyjął rolę Micka St. Johna w serialu CBS Pod osłoną nocy. W 2010 zagrał u boku Jennifer Lopez w filmie Plan B jako Stan. Od 2010 gra rolę głównego bohatera Steve’a McGarretta w serialu CBS Hawaii 5.0.
Ma syna Saxona (ur. 1997). Był związany z Holly Valance. W 2014 ożenił się z Malią Jones. Mają syna Liona (ur. 25 października 2012).

## Wybrana filmografia

### filmy fabularne
- 2004: Ostrygowy farmer (Oyster Farmer) jako Jack Flange
- 2004: BlackJack: Słodka sensacja (Black Jack: Sweet Science, TV) jako Luke Anderson
- 2005: Man-Thing jako Eric Fraser
- 2005: Pokarm (Feed) jako Michael Carter
- 2006: Holiday (The Holiday) jako całujący się z pary
- 2007: Niewidzialny (The Invisible) jako Marcus Bohem
- 2007: Cudowne dziecko (August Rush) jako Marshall
- 2009: Zamieć (Whiteout) jako Russell Haden
- 2010: Plan B (The Back-up Plan) jako Stan

### seriale TV
- 2003: Biały kołnierz niebieski (White Collar Blue) jako Ian Mack
- 2005: Niesamowita podróż (The Incredible Journey of Mary Bryant) jako William Bryant
- 2007: The Shield: Świat glin (The Shield) jako detektyw Kevin Hiatt
- 2007:  Pod osłoną nocy (Moonlight) jako Mick St. John
- 2009:  Zabójcze umysły (Criminal Minds) jako Vincent Rowlings
- 2009-2010: Szpital Three Rivers jako dr Andy Yablonski
- 2010-2020: Hawaii 5.0 jako Steve McGarrett